# مزار شیخ ابونصرایراوه‌ای
مزار شیخ ابونصرایراوه‌ای مربوط به سدهٔ ۷ است و در شهرستان طبس، روستای پیر حاجات واقع شده و این اثر در تاریخ ۱۴ تیر ۱۳۶۶ با شمارهٔ ثبت ۱۷۲۵ به‌عنوان یکی از آثار ملی ایران به ثبت رسیده است.